# توم هاندلي
توم هاندلي (بالإنجليزية: Tom Handley)‏ (22 فبراير 1886 في المملكة المتحدة - 4 أغسطس 1962 ببرمنغهام في المملكة المتحدة) هو لاعب كرة قدم بريطاني (وحمل سابقاً جنسية المملكة المتحدة لبريطانيا العظمى وأيرلندا) في مركز الوسط. لعب مع برمنغهام سيتي ونادي برادفورد بارك أفنيو.

## وصلات خارجية
- توم هاندلي على موقع قاعدة بيانات كرة القدم.إي يو (الإنجليزية)